# 1818 у літературі

## Твори
- «Франкенштейн, або Сучасний Прометей» — роман Мері Шеллі.

## Народились
- 14 січня — Захаріас Топеліус (фін. Zacharias Topelius), фінський письменник (помер у 1898).
- 13 лютого — Катков Михайло Никифорович, російський публіцист, видавець, літературний критик, редактор «Русского вестника» (помер у 1887).
- 4 квітня — Томас Майн Рід (англ. Thomas Mayne Reid), англійський письменник (помер у 1883).
- 25 квітня — Буслаєв Федір Іванович, російський філолог і мистецтвознавець (помер у 1897).
- 30 липня — Емілі Джейн Бронте (англ. Emily Jane Brontë), англійська письменниця (померла в 1848).
- 18 жовтня — Елізабет Еллет, американська письменниця і поетеса (померла в 1877)
- 22 жовтня — Шарль Леконт де Ліль, французький поет (помер у 1894).
- 28 жовтня — Тургенєв Іван Сергійович, російський письменник, поет, член-кореспондент Петербурзької АН (помер у 1883).

## Померли
- 12 серпня — Новіков Микола Іванович, російський письменник, громадський діяч, журналіст (народився в 1744).